# 谷衛友
谷 衛友（たに もりとも）は、安土桃山時代から江戸時代前期にかけての武将、大名。丹波国山家藩の初代藩主。

## 略歴
永禄6年（1563年）、谷衛好の3男として美濃国で生まれた。衛好は美濃斎藤氏の家臣から織田信長の家臣に転じた人物で、信長によって羽柴秀吉の与力とされた。
天正6年（1578年）、父と共に秀吉に仕えて、采地200石を知行した。
天正7年（1579年）、播磨征伐（中国攻め）の三木合戦における賀伏城（加伏城）周辺の戦いで、衛好が討死した。初陣であった17歳の衛友は、その場で父の仇（室小兵衛）を討ち取り、遺骸を奪い返すという武勲を立てた。信長は衛好の死を憐れみ、9月27日付書状で、衛友へ（衛好の）本領ならびに2箇所の新恩（領地）を与え、感状を授けた。この衛好の本領とは（播磨国平田）6,000石であり、衛友は若くして併せて6,200石を知行とするようになった。
天正10年（1582年）頃、秀吉より丹波国何鹿郡山家村に移封されて、1万6,000石を領した。
以後、秀吉の主なる合戦のほとんどに参加した。天正11年（1583年）正月の滝川一益征伐で伊勢・矢田山で土民を撃破し、同年4月の賤ヶ岳の戦いにも従軍した。天正12年（1584年）、（中入り部隊ではないが）長久手の戦いに従軍。天正13年（1585年）、紀州征伐の千石堀城（千斛堀城）・積善寺城攻めでは首級を上げた。天正15年（1587年）、九州の役の筑紫陣では、豊前巌石城（岩石城）攻めにおいて、先に進んだ味方の草履を引っ張り倒すまでして一番乗りの功名をたて、城内に突入し、敵を遁走させた。戦後、秀吉によってその勇敢さを称賛された。
天正16年（1588年）、従五位下・出羽守に叙任された。
天正18年（1590年）の小田原の役では、秀吉の本陣の前備衆の一人で、230人を率いて従軍し、伊豆山中城攻めで軍功があった。
文禄元年（1592年）、文禄の役では朝鮮国都表出勢衆の一つとして450人を率いて朝鮮に渡海。戦功によって国光の刀を与えられている。文禄3年（1594年）、伏見城の普請を分担した。
慶長3年（1598年）、秀吉の死に際して遺物釣切の脇差を受領した。

慶長5年（1600年）、会津征伐に向かう徳川家康に供奉したいと本多正純を介して具申したが、領地にあって畿内の警備をするように指示されて同行を許されなかった。石田三成が決起すると、大坂京口の小橋を警護した。西軍では丹波・播磨の諸大名に、細川忠興の居城でその父・細川幽斎が籠もる丹後田辺城の攻撃を命じた。畿内勢の大半は西軍に与しており、衛友もこれに従わざる得ず、催促に応じて寄せ手に加わったが、密かに城中の細川方と内応し、攻撃では空砲を撃ったとされ、「谷の空鉄砲」という逸話として伝わっている。
戦後、幽斎・忠興親子がこのことを家康に報告したので、早くから東軍に内応していたことが認められ、所領安堵された。

慶長19年（1614年）と同20年（1615年）の大坂の陣に参加し、冬の陣では2代将軍・徳川秀忠に従って（本陣旗本の）酒井忠世の組に列した。夏の陣では、三男・衛勝と四男・衛政をつれて参陣し、5月7日の総攻撃の際には大和口より進んだ。大坂方が突撃して味方は崩れ、乱戦のなかで衛友も馬印を奪われるが、家臣松田六左衛門が進み出て奪い返した。谷勢は踏み止まり、味方の反撃に乗って楼門より城内に突入。首級9を挙げた。翌8日、（幽斎の次男）細川興元が陣所を訪れて武功を聞いたが、（馬印を奪われたことを辱として）衛友は頑なに答えず、武功を誇らなかったが、後日、（将軍より）黄金を賜り、衛友は秀忠の御伽衆とされた。
寛永3年（1626年）、徳川家光の上洛に供奉した。
寛永4年（1628年）12月に死去。享年65。

## 子孫
長男と三男は既に亡く、次男は徳川家の旗本となっていた。衛友は遺言として末子の宇兵衛衛冬の相続を希望していたが、幕府はこれを受け入れなかった。この相続には旧知の肥後藩主細川家の細川忠興・忠利親子が奔走したが、幕府の命により四男の大学衛政の相続が決まった。細川家はなおも衛友の遺言を守るように要求し、せめて財産や屋敷を衛冬に譲るように要求したがこれを衛政は拒絶した。兄弟の内、長男と四男だけは正室木下氏の子であったことも大きかったと推測される。
寛永5年（1628年）、四男・衛政は家督と山家藩1万石を相続し、遺領の残りは長男衛成の子の衛之に2千5百石、三男衛勝の子の衛清に2千石、末子の衛冬に1千5百石とそれぞれ分知し、父の遺物・有明の茶入と埋木の葉茶壺を（幕府に）献上した。
五男・衛長は細川家家臣となった。

## 人物
- 江戸時代中期の『常山紀談』には、ある説によればとして、丹羽山城（助兵衛）、谷出羽（衛友）、笹野才蔵、稲葉内匠、中黒道随、渡辺勘兵衛、辻小作は義兄弟の約束をして武勇に励み、立身を誓い合った仲で天下七兄弟と呼ばれたという話がある[12]。
- 『武功雑記』によると、加藤清正が「佗言」をいった浪人に奉公構を出したが、衛友が清正に（構の解除を）申し入れたいというので、細川忠興（三斎）にも付いてきてもらって、両人は加藤邸を訪れた。座敷で忠興は刀を床に置いて口上を述べ、衛友はその脇に控えていた。清正はちょうど風呂に入っていたので、しばらく両人を待たせてから現れた。清正が対面して挨拶などを終えると、衛友はかの浪人の奉公構を解いてくれるようにと願い出たが、清正が「馬鹿ナル儀ハステ被置候（馬鹿のことは放っておけ）」と少々荒っぽい口調で答えた。衛友は生まれつき短気だったので、ずかずかと進み出て、清正の膝を足で抑えて身動きできなくしてから脇差に手をかけ、「肥後守、ソレガシヲ誰ニテ候ト被存。只今ノゴトキ悪言ヲ被申候哉（清正、俺を誰だと思って今のような暴言を吐いたのか）」と恫喝した。清正が礼儀を欠いたのであるが、衛友も悪い癖がでた。その場は忠興が誤解であるととりなして事なきを得た[13]。清正には、衛友のような匹夫の勇はなく、朝鮮でも小西行長に口喧嘩でやられたが、大軍を率いて無類の働きをみせた。故に、「肥後守ハ喧嘩ハ下手ナリ大将トナリテサシ引キハ上手ナリ（清正は喧嘩は下手だが、大将としての差配は上手かった）」と『武功雑記』はまとめている[14]。
- 衛友の娘は権大納言・園基音に嫁いでおり、園家とは姻戚関係にあった。基音の娘・園国子（衛友の孫娘）が後宮に入って皇嗣を産んだので、外孫の一人は霊元天皇として即位し、以後、現代の皇室などにも谷家の血が伝わっている。
- 衛友は細川幽斎（藤孝）の弟子であって、歌道の心得もあった。関ヶ原役で田辺城を攻撃した西軍の中で谷衛友・藤掛永勝・川勝秀氏の3名は歌道で幽斎と親交が深く、小出吉政と山崎家盛は東軍に内通しており、これらは本気で攻撃する気が最初からなかったといわれる[15]。
- 関ヶ原戦後、細川家の豊前移封では山家領内（京都府綾部市）を通過したが、その際、城下の渓谷に橋を架けた。橋は細川家に因んで（現在も）「肥後橋」と呼ばれ、橋から城に向かう道も「肥後坂」と呼ばれている。江戸期における数度の同橋の流失・消失の際には、細川家から資金の援助があった。

## 試刀術
異説もあるが、衛友の父・衛好は、刀剣の性能を見極める「試刀」の技術を独自に編み出し、試し斬りの元祖だったとされる。谷家では試し斬りの技法が代々一族で受け継がれ、その門下から名手を輩出した。初代の公儀御様御用（こうぎおためしごよう）山田浅右衛門も、谷流とも呼ばれたこの流派だった。衛友は秀忠の御伽衆となったため、門人からは幕府に仕えるものもいた。その門人で最も試刀術 名の知れた人物は、幕府書院番に出仕したこともある中川左平太（重良）である。この中川に師事した者の中に、山野加右衛門（永久）がいて、この人物は試し斬りを本職とするまでになった。山野門下の2代目山野勘十郎（久英）は十人扶持という微禄ながら幕府に雇用され、将軍の佩刀や、大名への下賜品、大名からの献上品の管理を任される腰物奉行配下の御様御用となっている。

## 系譜
- 父：谷衛好（1529年 - 1579年） - 大膳亮
- 母：不詳
- 正室：木下左近将監の娘
  - 長男：谷衛成（1582年 - 1627年）
  - 次男：谷吉長 - 結城秀康家臣。のち幕臣。
  - 三男：谷衛勝
  - 四男：谷衛政（1598年 - 1663年）
- 生母不明の子女
  - 男子：谷衛長
  - 男子：谷衛冬
  - 男子：虎之助
  - 男子：兵左衛門
  - 女子：園基音正室
  - 女子：谷主膳室
  - 女子：澤瀬加兵衛室
  - 女子：藤江元園室